# Volkswagen BlueSport Concept
La BlueSport Concept est un concept car créé par Volkswagen présenté en 2009 pour promouvoir la technologie BlueMotion de la marque.